# Иодид олова(II)
Иоди́д о́лова(II) (дииоди́д о́лова, двухио́дистое о́лово) — неорганическое соединение, соль металла олово и иодистоводородной кислоты с формулой SnI2, красные кристаллы, слабо растворимые в воде (с разложением), образует кристаллогидраты. Восстановитель.

## Получение
- Нагревание иодида олова(IV) с металлическим оловом:

{\displaystyle {\mathsf {SnI_{4}+Sn\ \xrightarrow {360^{o}C} \ 2SnI_{2}}}}
- Растворение оловянной фольги в горячем концентрированном растворе иодоводорода:

{\displaystyle {\mathsf {Sn+2HI\ {\xrightarrow {T}}\ SnI_{2}+H_{2}}}}
- Взаимодействие раствора иодида калия с горячим концентрированным раствором хлорида олова:

{\displaystyle {\mathsf {SnCl_{2}+2KI\ {\xrightarrow {T}}\ SnI_{2}\downarrow +2KCl}}}

## Физические свойства
Иодид олова(II) образует красно-оранжевые кристаллы моноклинной сингонии, пространственная группа C m, параметры ячейки a = 1,429 нм, b = 0,453 нм, c = 1,072 нм, β = 92°, Z = 6
Плохо растворяется в воде, бензоле, хлороформе и четырёххлористом углероде, растворяется в метаноле.
С аммиаком образует аддукты вида SnI2·n NH3, где n = 1, 2, 3, 4, 5 и 9.
Из подкисленных растворов (HI) выделяются кристаллогидраты SnI2·H2O и SnI2·2H2O.

## Химические свойства
- В водных растворах подвергается гидролизу:

{\displaystyle {\mathsf {2SnI_{2}+H_{2}O\ \rightleftharpoons \ Sn_{2}OI_{2}+2HI}}}
- Из охлаждённых растворов с избытком HI выделяется трииодооловянистая кислота:

{\displaystyle {\mathsf {SnI_{2}+HI\ \xrightarrow {0^{o}C} \ H[SnI_{3}]}}}